# Svojanov (Bouzov)
Svojanov – wieś, część gminy Bouzov, położona w kraju ołomunieckim, w powiecie Ołomuniec, w Czechach.

## Historia
Pierwsze pisemna wzmianka o wsi, pochodzi z 1382, kiedy to Svanova wchodzi w rozliczenie majątku nieruchomości bouzovského. Svojanov regularnie pojawia się w rejestrach od XIX wieku. W 1494 była zgłaszona, jako opuszczona wioska, po kilku latach znów została zamieszkana.
W 1546 we wsi mieszkało 6 rodzin, głównie malostatkářů.
Od 1850 wioska należała do Svojan z Kozov, a w 1976 przeszła w posiadanie Bouzov.